# 皮利皮-赫列布季伊夫西基
48°42′23″N 27°12′56″E / 48.70639°N 27.21556°E

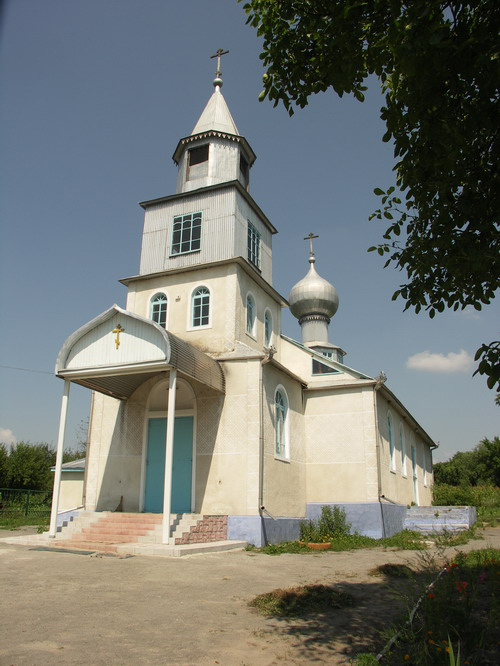

皮利皮-赫列布季伊夫西基（烏克蘭語：Пилипи-Хребтіївські），是烏克蘭西部的村莊，隸屬赫梅利尼茨基州的卡緬涅茨-波多利斯基區。該村始建於1735年，面積3.09平方公里，海拔高度270米，2006年人口841。